# Bochas en los Juegos Suramericanos de 2006
La disciplina de bochas fue un deporte participante en los Juegos Suramericanos de Buenos Aires 2006. Fue la primera vez que se incluyó a este deporte dentro del programa.
Las pruebas se disputaron en las canchas sintéticas del Club Atlético Vélez Sarsfield, ubicadas en la sede de este club. 
Se disputaron ocho eventos: cuatro masculinos y otros cuatro femeninos, poniendo así en juego ocho medallas de oro.

## Medallero
El país local, Argentina logró la medalla de oro en seis de ocho pruebas totales, ganando el medallero tanto por el número de medallas de oro como totales. Asimismo, Paraguay y Venezuela lograron la medalla de oro en las pruebas restantes.
| Núm. | País      | Oro | Plata | Bronce | Total |
| ---- | --------- | --- | ----- | ------ | ----- |
| 1    | Argentina | 6   | 1     | 0      | 7     |
| 2    | Paraguay  | 1   | 1     | 2      | 4     |
| 3    | Venezuela | 1   | 0     | 2      | 3     |
| 4    | Perú      | 0   | 4     | 2      | 6     |
| 5    | Chile     | 0   | 2     | 1      | 3     |
| 6    | Uruguay   | 0   | 0     | 1      | 1     |

|  | País local (Argentina). |

## Resultados

### Eventos masculinos
| Evento                         | Oro                                                                 | Plata                                                                                               | Bronce                                                                                                  |
| ------------------------------ | ------------------------------------------------------------------- | --------------------------------------------------------------------------------------------------- | --- |
| Individual masculino           | Luciano Bardelli                                                    | Alfredo Chávez Farfán                                                                               | Rubén Paolino Correa                                                                                    |
| Parejas masculino              | Argentina Néstor Mendizabal Dante Núñez Juan Pablo Urra             | Paraguay Alfonso Rodríguez Céspedes Justo Ledesma Albares Ignacio Centurión Valdovinos              | Chile · Aldo Bavestrello Sturla · Rodolfo Gálvez Monsalve · Giancarlo Barbano Vergara                   |
| Trios masculino                | Argentina Mauricio Fernánez Jorge Riba Luciano Bardelli Dante Núñez | Chile · Aldo Bavestrello Sturla · Giancarlo Barbano Vergara · Luigi Monteverde · Jorge Falcón Silva | Paraguay Ignacio Centurión Valdovinos Justo Ledesma Albares Luis Amarilla Villalba Pablo Cantero Trotte |
| Bochazo de precisión masculino | Justo Ledesma Albares 39 puntos                                     | Rodolfo Gálvez Monsalve 24 puntos                                                                   | Sandro Saletti Cordano 17 puntos                                                                        |

### Eventos femeninos
| Evento                        | Oro                                                               | Plata | Bronce                                                                  |
| ----------------------------- | ----------------------------------------------------------------- | --- | ----------------------------------------------------------------------- |
| Individual femenino           | Natalia Limardo                                                   | Laura Chávez Farfán                                                                                        | Ramona Torres Zorrilla                                                  |
| Parejas femenino              | Argentina Gabriela Limardo María Maiz Nancy Cergneux              | Perú · Mariolina Saletti Cordano · Gloria Chávez-Puelles Del C · Silvia Elias Tamayoshi                    | Venezuela · Laura Oses Muñóz · Maria Pérez Bitriago · Ana Boscan Ferrer |
| Trios femenino                | Argentina Natalia Limardo Maria Maiz Vanesa Bouvet Nancy Cergneux | Perú · Violeta Gonsalez Luján · Silvia Elias Tamayoshi · Gloria Chávez-Puelles Del C · Laura Chávez Farfán | Venezuela · Laura Oses Muñóz · Maria Pérez Bitriago · Ana Boscan Ferrer |
| Bochazo de precisión femenino | Ingrid Angulo Noguera 25 puntos                                   | Vanesa Bouvet 21 puntos                                                                                    | Mariolina Saletti Cordano 21 puntos                                     |